# Xã Indian, Quận Pike, Missouri
Xã Indian (tiếng Anh: Indian Township) là một xã thuộc quận Pike, tiểu bang Missouri, Hoa Kỳ. Năm 2010, dân số của xã này là 773 người.